# Son en Breugel

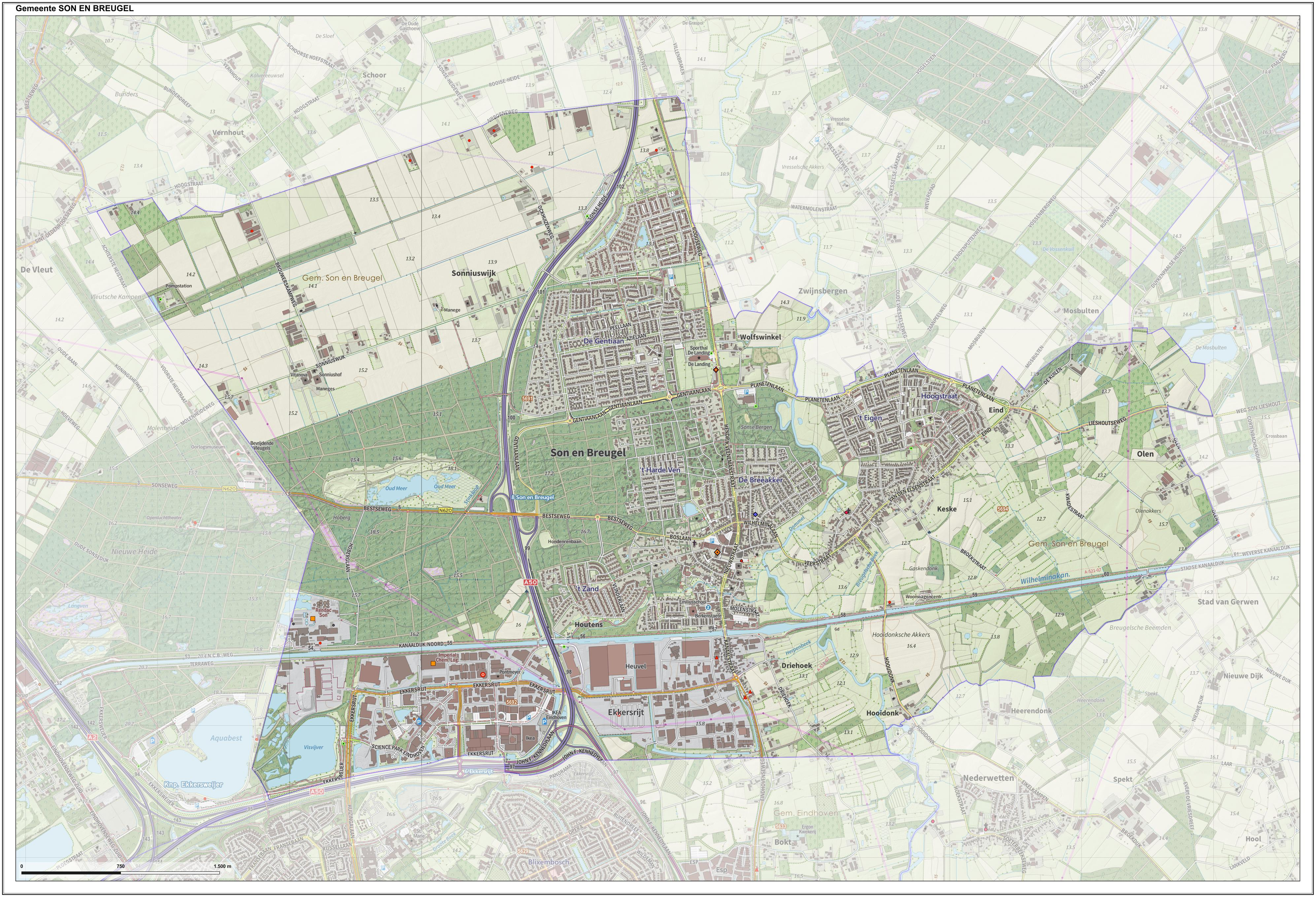
Topografische gemeentekaart van Son en Breugel, september 2022

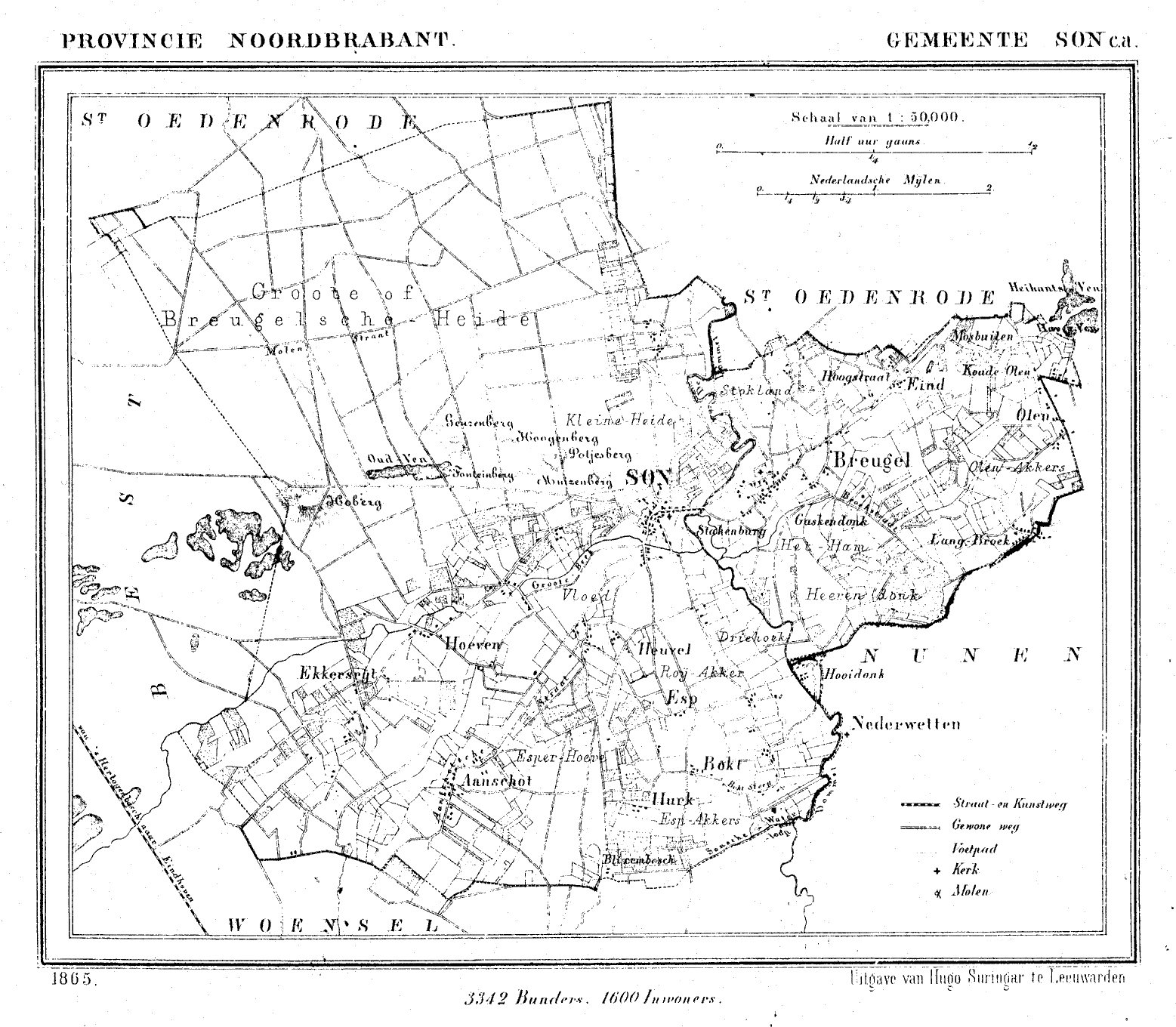
Son en Breugel in 1865

Son en Breugel (uitspraakⓘ) is een gemeente en woonplaats in de Nederlandse provincie Noord-Brabant, gelegen in de Meierij van 's-Hertogenbosch. De gemeente bestaat uit twee kerkdorpen die op korte afstand aan weerszijden van de Dommel liggen: Son op de linkeroever en het veel kleinere Breugel op de rechteroever. De gemeente telt 17.959 inwoners (22 november 2024, bron: CBS) en heeft een oppervlakte van 26,67 km² (waarvan 0,28 km² water). De gemeente Son en Breugel maakt deel uit van de Metropoolregio Eindhoven.

## Geschiedenis
Archeologische vondsten wijzen er op dat er al in de Oude Steentijd (12.000-10.000 v.Chr.) mensen tijdelijk hun kamp opsloegen in Son en Breugel en dat er vanaf de Nieuwe Steentijd (5300-2300 v.Chr.) hier permanente bewoning was. Het centrum van Son is in de Romeinse tijd een bijzondere plek geweest, getuige de vondsten die daar gedaan zijn.
De huidige dorpskernen kwamen tot ontwikkeling in de 12e tot 14e eeuw. Zij ontwikkelden zich ongeveer in hetzelfde tempo. In de 15e eeuw waren Son en Breugel bijna even groot. In 1474 telden Son en Breugel samen 328 huizen. In de periode erna kregen zowel Son als Breugel zwaar te lijden onder de gevolgen van oorlogsgeweld, dat met tussenpozen aanhield tot en met de 80-jarige oorlog. Toen die in 1648 eindigde, stonden er nog maar de helft van dit aantal. In totaal woonden er toen naar schatting 600-700 mensen. Breugel herstelde het moeilijkst van de plunderingen en het geweld dat oorlogvoerende legers aanrichtten. Maar langzaam kwam er in beide kernen toch een herstel op gang.
Van oudsher hadden Son en Breugel een gemeenschappelijke schepenbank voor rechtspraak en bestuur. Onder Napoleon werden de kernen in 1814 samengevoegd tot één gemeente met één wapen. Het aantal inwoners lag toen op circa 1500 en dat bleef zo tot in de 20e eeuw. In de 19e eeuw was Son en Breugel een voornamelijk agrarische gemeente, waar de weinige grote boeren de dienst uitmaakten: zij waren de bestuurders, waren raadslid, wethouder of burgemeester. In tegenstelling tot andere Brabantse dorpen kende Son en Breugel in de 19e eeuw geen opkomst van de industrie.
Pas na 1910 kwam er echte bevolkingsgroei op gang. Deze vond plaats in de tijd van de ontginning van de Sonse Heide, waarvoor ook mensen van buiten aangetrokken werden. Tegelijk daalde het sterftecijfer. In minder dan 30 jaar verdubbelde de bevolking van 1597 in 1910 tot 3538 in 1940. Dit was onder meer te danken aan burgemeester Antoon van de Ven, die ervoor gezorgd had dat de Stoomzuivelfabriek Sint-Petrus en de destructor van de NCB zich in Son vestigden en door de bouw van de Philipswijk voor werknemers van de N.V. Philips Gloeilampenfabrieken in Eindhoven.
Aan het einde van de Tweede Wereldoorlog, op 17 september 1944, vonden luchtlandingen plaats ten noordwesten van Son als onderdeel van Operatie Market Garden. Een van de taken van de parachutisten was de verovering van de Sonse brug over het Wilhelminakanaal. Die werd door de Duitse bezetters echter opgeblazen waardoor de opmars van grondstrijdkrachten naar het hoofddoel, de Rijnbrug bij Arnhem, vertraging opliep. Er werd enkele dagen hevig gevochten in en rond Son (zie bijvoorbeeld de soldaten Joe Mann en Robert Cole). Ten noorden van Son, in de buurtschap Wolfswinkel, bevond zich gedurende enkele jaren een tijdelijke militaire begraafplaats. Waarnemend burgemeester Hendrik Veeneman, die weigerde mannen uit zijn gemeente aan de bezetter te leveren voor dwangarbeid, werd samen met een aantal collega's van dorpen in de regio geïnterneerd in kamp Vught waarna hij werd afgevoerd naar concentratiekamp Sachsenhausen en later Mauthausen, waar hij kort voor de bevrijding overleed.
In de periode na 1960 ontwikkelde de gemeente zich van een boerendorp tot een forensengemeente. De groei van de bevolking zette in die tijd gestaag door. Op 16 augustus 2002 werd de 15.000e inwoner geboren. Vanaf 11 september 2003 was een deel van de snelweg A50 gereed waarmee het drukke verkeer over de provinciale weg niet meer dwars door het centrum van Son hoefde, en de files bij de brug over het kanaal tot het verleden behoren. Dat verkeer door het centrum is iets, dat nauw verbonden is met de geschiedenis van het dorp. De dorpen Son en Breugel hebben eeuwenlang op een kruispunt van doorgaande wegen gelegen. De in 2013 vernieuwde brug over de Dommel, die beide dorpen verbindt, is van oudsher de grote doorgang geweest tussen Oirschot, 's-Hertogenbosch en de Peel. Dit heeft grote gevolgen gehad voor de geschiedenis van het dorp. Naast kooplieden maakten namelijk ook legers veelvuldig gebruik van deze overgang over de Dommel.

## Economie
Oorspronkelijk kenden de kernen een agrarische bevolking. Na de Tweede Wereldoorlog werden zowel in Breugel als vooral in Son nieuwbouwwijken gebouwd, waarmee het een randgemeente van Eindhoven werd. De Gentiaan ten noorden van Son is daarvan een voorbeeld.
Vooral Son kent veel industrie. Van belang is het destructiebedrijf van de Noordbrabantse Christelijke Boerenbond, tegenwoordig Rendac geheten. Hier worden slachtafval en kadavers verwerkt tot veevoer en champignonaarde. Vroeger verspreidde dit een welhaast ondraaglijke stank. waarbij de “stinksloot” of “stinkloop” het pikzwarte afvalwater rechtstreeks afvoerde naar de Dommel. Tegenwoordig  zijn er reusachtige biofilters en een zeer grote waterzuiveringsinstallatie aangelegd. De stank behoort daarmee grotendeels tot het verleden.
Tussen het Wilhelminakanaal en de noordelijke randweg van Eindhoven ligt een groot bedrijventerrein, Ekkersrijt geheten. Hier bevindt zich o.a. het beursgenoteerde bedrijf Neways Electronics, dat professionele elektronische schakelingen ontwerpt, produceert en bijbehorende dienstverlening levert.
Van belang is verder het Science Park Eindhoven dat, in weerwil van de naamgeving, op het grondgebied van Son is gelegen en deel uitmaakt van het bedrijventerrein Ekkersrijt. Het herbergt een aantal bedrijven die hoogwaardig technologische producten vervaardigen. Ook ondernemingen in de ICT- en telecommunicatiesectoren zijn hier gevestigd.

## Kernen
De kernen van de gemeente zijn Son (gemeentehuis) en Breugel.
In het woonplaatsbesluit van 2008 werd de gemeente Son en Breugel opgedeeld in de woonplaats Son en de woonplaats Breugel, gescheiden door de Dommel. Op 26 juli 2011 heeft het college van burgemeester en wethouders besloten om de afzonderlijke woonplaatsen in te trekken en één nieuwe woonplaats Son en Breugel vast te stellen, die het volledige grondgebied van de gemeente omvat. Als gevolg van het samenvoegen van de woonplaatsen moest er een straatnaam veranderd worden.

## Burgemeesters
Zie: Lijst van burgemeesters van Son en Breugel

## Politiek

### Zetelverdeling van de gemeenteraad
De gemeenteraad van Son en Breugel bestaat uit 17 zetels. Hieronder staat de samenstelling van de gemeenteraad sinds 1998:
| Gemeenteraadszetels                                                         | Gemeenteraadszetels | Gemeenteraadszetels | Gemeenteraadszetels | Gemeenteraadszetels | Gemeenteraadszetels | Gemeenteraadszetels | Gemeenteraadszetels |
| Partij                                                                      | 1998                | 2002                | 2006                | 2010                | 2014                | 2018                | 2022                |
| --------------------------------------------------------------------------- | ------------------- | ------------------- | ------------------- | ------------------- | ------------------- | ------------------- | ------------------- |
| Gemeentelijke Samenwerking Son en Breugel (GSSB)1/ DorpsVisie2/ DorpsVISIEA | 41                  | 31                  | 31                  | 42                  | 52                  | 62                  | 42                  |
| Dorpsbelang Son en Breugel1/ DorpsVISIEA                                    | 31                  | 51                  | 51                  | 71                  | 51                  | 21                  | 21                  |
| CDA                                                                         | 3                   | 3                   | 3                   | 2                   | 2                   | 3                   | 3                   |
| VVD                                                                         | 3                   | 2                   | 3                   | 3                   | 3                   | 3                   | 2                   |
| GroenLinks-PvdA                                                             | 2                   | 2                   | 3                   | 1                   | 2                   | 2                   | 2                   |
| D66                                                                         | -                   | -                   | -                   | -                   | -                   | 1                   | 2                   |
| Voor U                                                                      | -                   | -                   | -                   | -                   | -                   | -                   | 2                   |
| Totaal                                                                      | 15                  | 15                  | 17                  | 17                  | 17                  | 17                  | 17                  |
| Opkomst                                                                     |                     |                     | 60,39%              | 58,28%              | 56,91%              | 59,44%              | 53,78%              |

## Geboren in Son en Breugel
- Heymericus de Campo (1395-1460), filosoof en theoloog uit de 15de eeuw
- Franciscus Sonnius (1506-1576), eerste bisschop van het bisdom ’s-Hertogenbosch en het bisdom Antwerpen
- Pieter Bruegel de Oude (1525-1569), kunstschilder; zijn geboorteplaats is onzeker
- Antoon van de Ven (1867-1934), landbouwer en burgemeester
- Jos van de Ven (1872-1947), politicus en bierbrouwer
- Wilhelmus van de Ven (1793-1882), eerste deken van Tilburg
- Frans van Beeck (1940-2009), CDA-politicus
- Adri Vogels (1941-2022), voetballer en voetbaltrainer
- Menno Oosting (1964-1999), tennisspeler
- Bart Oomen (1964), acteur
- Willemijn Verkaik (1975), zangeres en musicalvertolkster

## Aangrenzende gemeenten
| Aangrenzende gemeenten | Aangrenzende gemeenten | Aangrenzende gemeenten | Aangrenzende gemeenten | Aangrenzende gemeenten |
| ---------------------- | ---------------------- | ---------------------- | ---------------------- | ---------------------- |
|                        |                        | Meierijstad            |                        |                        |
|                        |                        |                        |                        |                        |
| Best                   | Nuenen c.a.            |                        |                        |                        |
|                        |                        |                        |                        |                        |
|                        |                        | Eindhoven              |                        |                        |

## Monumenten en kunst
In de gemeente zijn er een aantal rijksmonumenten, gemeentelijke monumenten, oorlogsmonumenten en beelden, zie:
- Lijst van rijksmonumenten in Son en Breugel
- Lijst van gemeentelijke monumenten in Son en Breugel
- Lijst van oorlogsmonumenten in Son en Breugel
- Lijst van beelden in Son en Breugel